# West Coast Avengers (minisorozat)
A West Coast Avengers egy, a Marvel Comics által kiadott négyrészes mini-képregénysorozat volt, mely 1984-ben jelent meg az Egyesült Államokban. A képregény írója Roger Stern, rajzolója Bob Hall. A minisorozat előfutára volt a későbbi, azonos címen megjelenő West Coast Avengers sorozatnak.

## A cselekmény előzményei
Miután a Bosszú Angyalai állandó taglétszáma meghaladta a hat főt, a csapat új elnöke, a Vízió megállapodott az Angyalokat felügyelő Nemzetbiztonsági Tanáccsal egy, a Egyesült Államok nyugati partján állomásozó testvércsapat létrehozásában. Az új csapat toborzásával és vezetésével Sólyomszemet és Seregélyt bízták meg.

## A cselekmény
|  | Alább a cselekmény részletei következnek! |

## Külső hivatkozások
- A West Coast Avengers minisorozat a ComicVine.com oldalain
- A West Coast Avengers minisorozat a Comic Book Database oldalain